# バヴィ国立公園

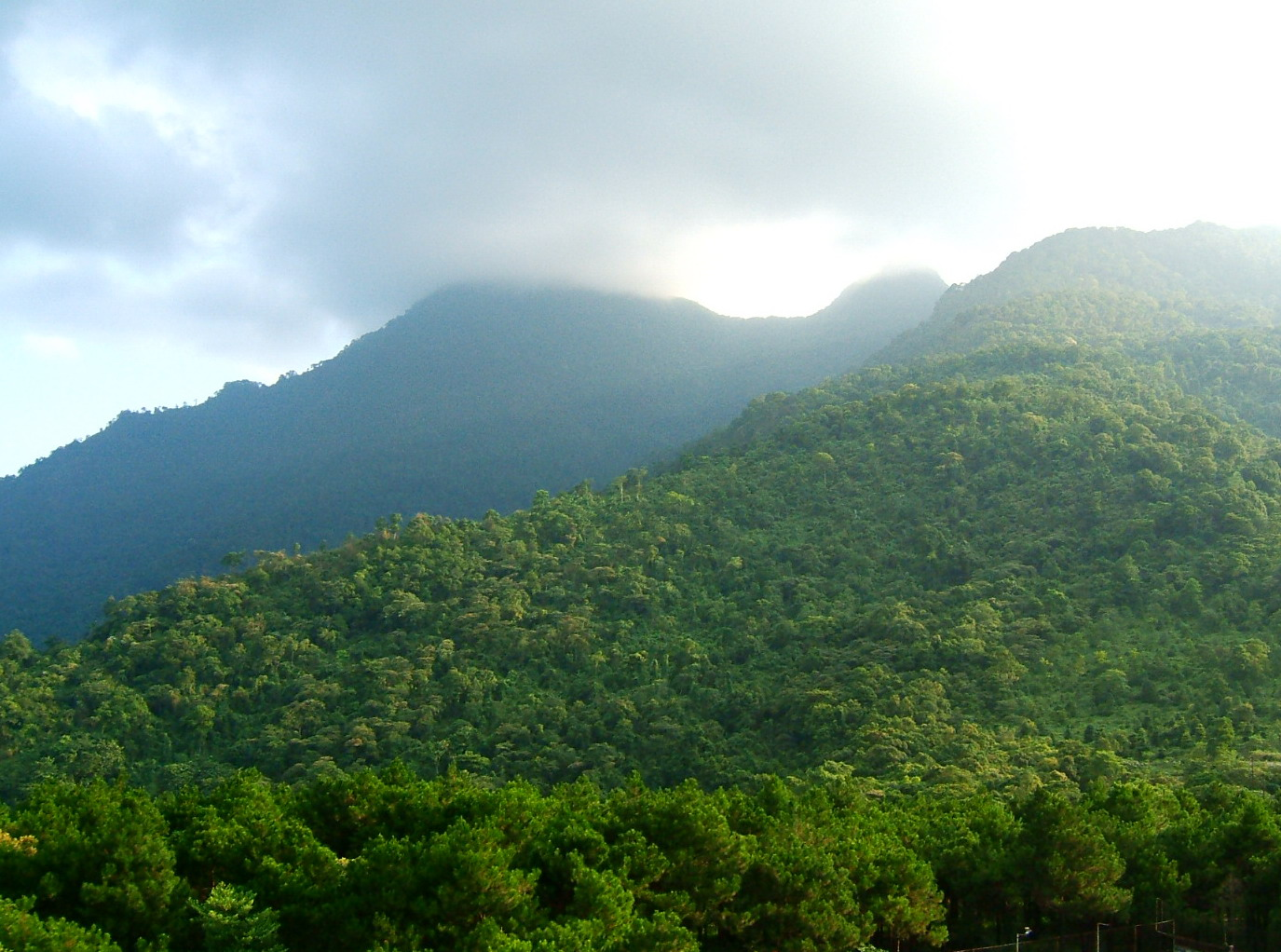
バヴィ国立公園の景色

バヴィ国立公園（ベトナム語：Vườn quốc gia Ba Vì / 園國家𠀧位）は、ベトナムのハノイ市バヴィ県に位置する国立公園。ハノイの中央から西方に48 km (29.78 マイル)。バヴィ山脈に属する。
- 気候：熱帯、亜熱帯
- 位置：ハノイ市、ホアビン省